# Can Bori (Sant Boi de Llobregat)
Can Bori és una obra de Sant Boi de Llobregat (Baix Llobregat) protegida com a Bé Cultural d'Interès Local.

## Descripció
Casal orientat a migdia de planta quadrada i que consta planta baixa i dos pisos, tres tramades i coberta a quatre aigües. A la façana destaca el portal adovellat de pedra sorrenca, tipus Montjuïc i les finestres amb brancals, escopidors i llindes del mateix material. El ràfec de coberta es compon de rajola i teula ceràmica i remata molt austerament la casa. Els balcons del cantó de llevant formen part de l'actuació del segle xix. A la façana N hi ha una galeria d'arcades protegida per una balustrada i composta per arcs rebaixats i columnes.